# Engeland op het wereldkampioenschap voetbal 1986
Engeland was een van de 24 deelnemende landen aan het wereldkampioenschap voetbal 1986 dat in Mexico werd gehouden. Het West-Europese land nam voor de achtste keer in de geschiedenis deel aan de WK-eindronde. De laatste keer was in 1982, toen Engeland strandde in de tweede ronde na gelijke spelen tegen West-Duitsland en gastland Spanje.

## WK-kwalificatie
Engeland plaatste zich in kwalificatiegroep 3 van de UEFA-zone door ongeslagen als eerste te eindigen, vóór Noord-Ierland, met twaalf punten uit acht duels.

|                                                    |                                                                                       |       |         |                                                                                        |
| 17 oktober 1984 WK-kwalificatie «onderlinge duels» | Engeland                                                                              | 5 – 0 | Finland | Wembley Stadium, Londen Toeschouwers: 47.234 Scheidsrechter: Aleksander Suchanek (POL) |
| 17 oktober 1984 WK-kwalificatie «onderlinge duels» | Mark Hateley 29' Tony Woodcock 40' Mark Hateley 49' Bryan Robson 71' Kenny Sansom 85' |       |         | Wembley Stadium, Londen Toeschouwers: 47.234 Scheidsrechter: Aleksander Suchanek (POL) |

|                                                     |         | |          |                                                                                          |
| 14 november 1984 WK-kwalificatie «onderlinge duels» | Turkije | 0 – 8 | Engeland | BJK Inönü Stadion, Istanboel Toeschouwers: 26.494 Scheidsrechter: Vojtech Christov (TCH) |
| 14 november 1984 WK-kwalificatie «onderlinge duels» |         | 13' Bryan Robson 17' Tony Woodcock 44' Bryan Robson 46' John Barnes 56' John Barnes 58' Bryan Robson 61' Tony Woodcock 86' Viv Anderson |          | BJK Inönü Stadion, Istanboel Toeschouwers: 26.494 Scheidsrechter: Vojtech Christov (TCH) |

|                                                     |               |                  |          |                                                                              |
| 27 februari 1985 WK-kwalificatie «onderlinge duels» | Noord-Ierland | 0 – 1            | Engeland | Windsor Park, Belfast Toeschouwers: 28.500 Scheidsrechter: Volker Roth (FRG) |
| 27 februari 1985 WK-kwalificatie «onderlinge duels» |               | 77' Mark Hateley |          | Windsor Park, Belfast Toeschouwers: 28.500 Scheidsrechter: Volker Roth (FRG) |

|                                               |          |       |          |                                                                                           |
| 1 mei 1985 WK-kwalificatie «onderlinge duels» | Roemenië | 0 – 0 | Engeland | Stadionul 23 August, Boekarest Toeschouwers: 49.229 Scheidsrechter: Emilio Guruceta (ESP) |
| 1 mei 1985 WK-kwalificatie «onderlinge duels» |          |       |          | Stadionul 23 August, Boekarest Toeschouwers: 49.229 Scheidsrechter: Emilio Guruceta (ESP) |

|                                                |                  |       |                  |                                                                                        |
| 22 mei 1985 WK-kwalificatie «onderlinge duels» | Finland          | 1 – 1 | Engeland         | Olympiastadion, Helsinki Toeschouwers: 30.311 Scheidsrechter: Siegfried Kirschen (GDR) |
| 22 mei 1985 WK-kwalificatie «onderlinge duels» | Jari Rantanen 5' |       | 50' Mark Hateley | Olympiastadion, Helsinki Toeschouwers: 30.311 Scheidsrechter: Siegfried Kirschen (GDR) |

|                                                      |                  |       |                     |                                                                                         |
| 11 september 1985 WK-kwalificatie «onderlinge duels» | Engeland         | 1 – 1 | Roemenië            | Wembley Stadium, Londen Toeschouwers: 59.500 Scheidsrechter: Karl-Heinz Tritscher (FRG) |
| 11 september 1985 WK-kwalificatie «onderlinge duels» | Glenn Hoddle 25' |       | 60' Rodion Cămătaru | Wembley Stadium, Londen Toeschouwers: 59.500 Scheidsrechter: Karl-Heinz Tritscher (FRG) |

|                                                    |                                                                                      |       |         |                                                                                      |
| 16 oktober 1985 WK-kwalificatie «onderlinge duels» | Engeland                                                                             | 5 – 0 | Turkije | Wembley Stadium, Londen Toeschouwers: 52.500 Scheidsrechter: Anatoli Milchenko (URS) |
| 16 oktober 1985 WK-kwalificatie «onderlinge duels» | Chris Waddle 15' Gary Lineker 18' Bryan Robson 35' Gary Lineker 43' Gary Lineker 54' |       |         | Wembley Stadium, Londen Toeschouwers: 52.500 Scheidsrechter: Anatoli Milchenko (URS) |

|                                                     |          |       |               |                                                                                     |
| 13 november 1985 WK-kwalificatie «onderlinge duels» | Engeland | 0 – 0 | Noord-Ierland | Wembley Stadium, Londen Toeschouwers: 70.500 Scheidsrechter: Erik Fredriksson (SWE) |
| 13 november 1985 WK-kwalificatie «onderlinge duels» |          |       |               | Wembley Stadium, Londen Toeschouwers: 70.500 Scheidsrechter: Erik Fredriksson (SWE) |

### Eindstand
| # | Team          | Pnt | Wed | W | G | V | DV | DT | DS  |
| - | ------------- | --- | --- | - | - | - | -- | -- | --- |
| 1 | Engeland      | 12  | 8   | 4 | 4 | 0 | 21 | 2  | +19 |
| 2 | Noord-Ierland | 10  | 8   | 4 | 2 | 2 | 8  | 5  | +3  |
| 3 | Roemenië      | 9   | 8   | 3 | 3 | 2 | 12 | 7  | +5  |
| 4 | Finland       | 8   | 8   | 3 | 2 | 3 | 12 | 8  | +4  |
| 5 | Turkije       | 1   | 8   | 0 | 1 | 7 | 2  | 24 | –22 |

## Oefeninterlands
Engeland speelde zeven interlands in de aanloop naar het WK voetbal in Mexico, waaronder één officieus duel tegen Zuid-Korea.
|                                                      |        |                                                                               |          |                                                                                 |
| 29 januari 1986 Vriendschappelijk «onderlinge duels» | Egypte | 0 – 4                                                                         | Engeland | Cairo Stadium, Caïro Toeschouwers: 20.000 Scheidsrechter: Yasaras Yasaras (GRE) |
| 29 januari 1986 Vriendschappelijk «onderlinge duels» |        | 14' Trevor Steven 41' (e.d.) Mohamed Omar 52' Danny Wallace 80' Gordon Cowans |          | Cairo Stadium, Caïro Toeschouwers: 20.000 Scheidsrechter: Yasaras Yasaras (GRE) |

|                                                       |              |       |                                          |                                                                                          |
| 26 februari 1986 Vriendschappelijk «onderlinge duels» | Israël       | 1 – 2 | Engeland                                 | Ramat Gan Stadion, Ramat Gan Toeschouwers: 15.000 Scheidsrechter: Philippe Mercier (SUI) |
| 26 februari 1986 Vriendschappelijk «onderlinge duels» | Eli Ohana 7' |       | 51' Bryan Robson 86' (pen.) Bryan Robson | Ramat Gan Stadion, Ramat Gan Toeschouwers: 15.000 Scheidsrechter: Philippe Mercier (SUI) |

|                                                    |             |                  |          |                                                                                      |
| 26 maart 1986 Vriendschappelijk «onderlinge duels» | Sovjet-Unie | 0 – 1            | Engeland | Dinamo Stadion, Tbilisi Toeschouwers: 62.000 Scheidsrechter: Velichko Tsonchev (BUL) |
| 26 maart 1986 Vriendschappelijk «onderlinge duels» |             | 67' Chris Waddle |          | Dinamo Stadion, Tbilisi Toeschouwers: 62.000 Scheidsrechter: Velichko Tsonchev (BUL) |

|                                                   |                                    |       |                           |                                                                                   |
| 23 april 1986 Stanley Rous Cup «onderlinge duels» | Engeland                           | 2 – 1 | Schotland                 | Wembley Stadium, Londen Toeschouwers: 68.357 Scheidsrechter: Michel Vautrot (FRA) |
| 23 april 1986 Stanley Rous Cup «onderlinge duels» | Terry Butcher 27' Glenn Hoddle 39' |       | 57' (pen.) Graeme Souness | Wembley Stadium, Londen Toeschouwers: 68.357 Scheidsrechter: Michel Vautrot (FRA) |

|                                                                           |                   |       |                                                                   |                                                                                    |
| 14 mei 1986 Vriendschappelijk Officieus duel «onderlinge duels» 16:00 uur | Zuid-Korea        | 1 – 4 | Engeland                                                          | Fountain Valley School Field, Denver Toeschouwers: 63.770 Scheidsrechter: onbekend |
| 14 mei 1986 Vriendschappelijk Officieus duel «onderlinge duels» 16:00 uur | Kang Deuk-soo 83' |       | 37' Mark Hateley 41' Bryan Robson 61' Kerry Dixon 88' Kerry Dixon | Fountain Valley School Field, Denver Toeschouwers: 63.770 Scheidsrechter: onbekend |

|                                                  |        |                                                       |          |                                                                                         |
| 17 mei 1986 Vriendschappelijk «onderlinge duels» | Mexico | 0 – 3                                                 | Engeland | Memorial Coliseum, Los Angeles Toeschouwers: 63.770 Scheidsrechter: Vincent Mauro (USA) |
| 17 mei 1986 Vriendschappelijk «onderlinge duels» |        | 22' Mark Hateley 30' Mark Hateley 37' Peter Beardsley |          | Memorial Coliseum, Los Angeles Toeschouwers: 63.770 Scheidsrechter: Vincent Mauro (USA) |

|                                                  |        |                  |          |                                                                                  |
| 24 mei 1986 Vriendschappelijk «onderlinge duels» | Canada | 0 – 1            | Engeland | Swangard Stadium, Burnaby Toeschouwers: 8.150 Scheidsrechter: John Meachin (CAN) |
| 24 mei 1986 Vriendschappelijk «onderlinge duels» |        | 61' Mark Hateley |          | Swangard Stadium, Burnaby Toeschouwers: 8.150 Scheidsrechter: John Meachin (CAN) |

## Selectie
data corresponderend met situatie voorafgaand aan toernooi
| Nummer / Naam     | Nummer / Naam   | Geboortedatum | Caps | Goals | Club                | Duels | Goal | Kreeg geel | Kreeg voor de tweede keer geel en dus rood | Weggestuurd |
| Doel              | Doel            | Doel          | Doel | Doel  | Doel                | Doel  | Doel | Doel       | Doel                                       | Doel        |
| ----------------- | --------------- | ------------- | ---- | ----- | ------------------- | ----- | ---- | ---------- | ------------------------------------------ | ----------- |
| 1                 | Peter Shilton   | 18/09/1949    |      |       | Southampton         | 5     | 0    | 0          | 0                                          | 0           |
| 13                | Chris Woods     | 14/11/1959    |      |       | Glasgow Rangers     | 0     | 0    | 0          | 0                                          | 0           |
| 22                | Gary Bailey     | 09/08/1958    |      |       | Manchester United   | 0     | 0    | 0          | 0                                          | 0           |
| Verdediging       |                 |               |      |       |                     |       |      |            |                                            |             |
| 2                 | Gary M. Stevens | 27/03/1963    |      |       | Everton             | 5     | 0    | 0          | 0                                          | 0           |
| 3                 | Kenny Sansom    | 26/09/1958    |      |       | Arsenal             | 5     | 0    | 0          | 0                                          | 0           |
| 5                 | Alvin Martin    | 29/07/1958    |      |       | West Ham United     | 1     | 0    | 1          | 0                                          | 0           |
| 6                 | Terry Butcher   | 28/12/1958    |      |       | Glasgow Rangers     | 5     | 0    | 2          | 0                                          | 0           |
| 12                | Viv Anderson    | 29/07/1956    |      |       | Arsenal             | 0     | 0    | 0          | 0                                          | 0           |
| 14                | Terry Fenwick   | 17/11/1959    |      |       | Queens Park Rangers | 4     | 0    | 3          | 0                                          | 0           |
| 15                | Gary A. Stevens | 30/03/1962    |      |       | Tottenham Hotspur   | 2     | 0    | 0          | 0                                          | 0           |
| Middenveld        |                 |               |      |       |                     |       |      |            |                                            |             |
| 4                 | Glenn Hoddle    | 27/10/1957    |      |       | Tottenham Hotspur   | 5     | 0    | 0          | 0                                          | 0           |
| 7                 | Bryan Robson    | 11/01/1957    |      |       | Manchester United   | 2     | 0    | 0          | 0                                          | 0           |
| 8                 | Ray Wilkins     | 14/09/1956    |      |       | AC Milan            | 2     | 0    | 0          | 1                                          | 0           |
| 11                | Chris Waddle    | 14/12/1960    |      |       | Tottenham Hotspur   | 4     | 0    | 0          | 0                                          | 0           |
| 16                | Peter Reid      | 20/06/1956    |      |       | Everton             | 3     | 0    | 0          | 0                                          | 0           |
| 17                | Trevor Steven   | 21/09/1963    |      |       | Everton             | 3     | 0    | 0          | 0                                          | 0           |
| 18                | Steve Hodge     | 25/10/1962    |      |       | Aston Villa         | 5     | 0    | 1          | 0                                          | 0           |
| 19                | John Barnes     | 07/11/1963    |      |       | Watford             | 1     | 0    | 0          | 0                                          | 0           |
| Aanval            |                 |               |      |       |                     |       |      |            |                                            |             |
| 9                 | Mark Hateley    | 07/11/1961    |      |       | AC Milan            | 3     | 0    | 1          | 0                                          | 0           |
| 10                | Gary Lineker    | 30/11/1960    |      |       | Barcelona           | 5     | 6    | 0          | 0                                          | 0           |
| 20                | Peter Beardsley | 18/01/1961    |      |       | Newcastle United    | 4     | 1    | 0          | 0                                          | 0           |
| 21                | Kerry Dixon     | 24/07/1961    |      |       | Chelsea             | 1     | 0    | 0          | 0                                          | 0           |
| Bondscoach        |                 |               |      |       |                     |       |      |            |                                            |             |
| Vlag van Engeland | Bobby Robson    | 18/02/1933    |      |       |                     |       |      |            |                                            |             |

## WK-wedstrijden

### Groep F
|                                                  |                   |           |          |                                                                                         |
| 3 juni WK-eindronde «onderlinge duels» 16:00 uur | Portugal          | 1 – 0     | Engeland | Estadio Universitario, Monterrey Toeschouwers: 23.000 Scheidsrechter: Volker Roth (FRG) |
| 3 juni WK-eindronde «onderlinge duels» 16:00 uur | Carlos Manuel 75' | (details) |          | Estadio Universitario, Monterrey Toeschouwers: 23.000 Scheidsrechter: Volker Roth (FRG) |

|                                                  |           |       |         |                                                                                              |
| 6 juni WK-eindronde «onderlinge duels» 16:00 uur | Engeland  | 0 – 0 | Marokko | Estadio Universitario, Monterrey Toeschouwers: 20.200 Scheidsrechter: Gabriel González (PAR) |
| 6 juni WK-eindronde «onderlinge duels» 16:00 uur | (details) |       |         | Estadio Universitario, Monterrey Toeschouwers: 20.200 Scheidsrechter: Gabriel González (PAR) |

|                                                   |                                                   |           |       |                                                                                         |
| 11 juni WK-eindronde «onderlinge duels» 16:00 uur | Engeland                                          | 3 – 0     | Polen | Estadio Universitario, Monterrey Toeschouwers: 22.700 Scheidsrechter: André Daina (SUI) |
| 11 juni WK-eindronde «onderlinge duels» 16:00 uur | Gary Lineker 9' Gary Lineker 14' Gary Lineker 34' | (details) |       | Estadio Universitario, Monterrey Toeschouwers: 22.700 Scheidsrechter: André Daina (SUI) |

### Eindstand
| # | Team     | Pnt | Wed | W | G | V | DV | DT | DS |
| - | -------- | --- | --- | - | - | - | -- | -- | -- |
| 1 | Marokko  | 4   | 3   | 1 | 2 | 0 | 3  | 1  | +2 |
| 2 | Engeland | 3   | 3   | 1 | 1 | 1 | 3  | 1  | +2 |
| 3 | Polen    | 3   | 3   | 1 | 1 | 1 | 1  | 3  | –2 |
| 4 | Portugal | 2   | 3   | 1 | 0 | 2 | 2  | 4  | –2 |

### Achtste finale
|                                                   |                                                       |           |          |                                                                                        |
| 18 juni WK-eindronde «onderlinge duels» 12:00 uur | Engeland                                              | 3 – 0     | Paraguay | Aztekenstadion, Mexico-Stad Toeschouwers: 98.728 Scheidsrechter: Jamal Al-Sharif (SYR) |
| 18 juni WK-eindronde «onderlinge duels» 12:00 uur | Gary Lineker 32' Peter Beardsley 56' Gary Lineker 72' | (details) |          | Aztekenstadion, Mexico-Stad Toeschouwers: 98.728 Scheidsrechter: Jamal Al-Sharif (SYR) |

### Kwartfinale
|                                                   |                                       |           |                  |                                                                                       |
| 22 juni WK-eindronde «onderlinge duels» 12:00 uur | Argentinië                            | 2 – 1     | Engeland         | Aztekenstadion, Mexico-Stad Toeschouwers: 114.580 Scheidsrechter: Ali Bennaceur (TUN) |
| 22 juni WK-eindronde «onderlinge duels» 12:00 uur | Diego Maradona 51' Diego Maradona 55' | (details) | 81' Gary Lineker | Aztekenstadion, Mexico-Stad Toeschouwers: 114.580 Scheidsrechter: Ali Bennaceur (TUN) |

FA · A-internationals · Selecties · Bondscoaches · Engels vrouwenelftal · Brits olympisch elftal · Engeland -21 · Engeland -20 · Engeland -19 · Engeland -18 · Engeland -17 · Engeland -16 · Vrouwen -17
1872 – 1899 ·
1900 – 1919 ·
1920 – 1929 ·
1930 – 1939 ·
1940 – 1949 ·
1950 – 1959 ·
1960 – 1969 ·
1970 – 1979 ·
1980 – 1989 ·
1990 – 1999 ·
2000 – 2009 ·
2010 – 2019 ·
2020 − 2029
EK's: 1968 ·
1980 ·
1988 ·
1992 ·
1996 ·
2000 ·
2004 ·
2012 · 
2016 · 
2020 · 
2024
WK's: 1950 ·
1954 ·
1958 ·
1962 ·
1966 ·
1970 ·
1982 ·
1986 ·
1990 ·
1998 ·
2002 ·
2006 ·
2010 ·
2014 ·
2018 · 
2022
Albanië ·
Algerije ·
Andorra ·
Argentinië ·
Australië ·
Azerbeidzjan ·
België ·
Bosnië en Herzegovina ·
Brazilië ·
Bulgarije ·
Canada ·
Chili ·
China ·
Colombia ·
Costa Rica ·
Cyprus ·
Denemarken ·
DDR · 
Duitsland ·
Ecuador ·
Egypte ·
Estland ·
Finland ·
Frankrijk ·
Georgië ·
Ghana ·
GOS ·
Griekenland ·
Honduras ·
Hongarije ·
Ierland ·
IJsland · 
Iran ·
Israël ·
Italië ·
Ivoorkust ·
Jamaica ·
Japan ·
Joegoslavië ·
Kameroen ·
Kazachstan ·
Koeweit ·
Kosovo ·
Kroatië ·
Liechtenstein ·
Litouwen ·
Luxemburg ·
Maleisië ·
Malta ·
Marokko ·
Mexico ·
Moldavië ·
Montenegro ·
Nederland ·
Nieuw-Zeeland ·
Nigeria ·
Noord-Ierland ·
Noord-Macedonië ·
Noorwegen ·
Oekraïne ·
Oostenrijk ·
Panama · 
Paraguay ·
Peru · 
Polen ·
Portugal ·
Roemenië ·
Rusland ·
San Marino · 
Saoedi-Arabië ·
Schotland ·
Senegal ·
Servië ·
Servië en Montenegro · 
Slovenië ·
Slowakije ·
Sovjet-Unie ·
Spanje ·
Trinidad en Tobago ·
Tsjechië ·
Tsjecho-Slowakije ·
Tunesië ·
Turkije ·
Uruguay ·
Verenigde Staten ·
Wales ·
Wit-Rusland ·
Zuid-Afrika ·
Zuid-Korea ·
Zweden ·
Zwitserland
Algerije (2010) · 
Argentinië (1986) · 
Argentinië (1998) · 
Argentinië (2002) · 
België (1990) · 
België (2018, 1) · 
België (2018, 2) · 
Brazilië (2002) · 
Colombia (1998) ·
Colombia (2018) ·
Costa Rica (2014) ·
Denemarken (2002) ·
Denemarken (2021) · 
Duitsland (2000) ·
Duitsland (2010) ·
Duitsland (2021) ·
Ecuador (2006) ·
Egypte (1990) ·
Frankrijk (1982) ·
Frankrijk (2012) ·
Frankrijk (2022) ·
Ierland (1990) · 
IJsland (2016) ·
Italië (1990) · 
Italië (2012) · 
Italië (2014) · 
Italië (2021) · 
Kameroen (1990) · 
Koeweit (1982) · 
Kroatië (2018) ·
Kroatië (2021) · 
Marokko (1986) · 
Nederland (1990) · 
Nigeria (2002) · 
Oekraïne (2012) · 
Oekraïne (2021) ·
Panama (2018) · 
Paraguay (1986) · 
Paraguay (2006) · 
Polen (1986) · 
Portugal (1986) · 
Portugal (2000) · 
Portugal (2006) · 
Roemenië (1998) ·
Roemenië (2000) ·
Rusland (2016) ·
Schotland (2021) ·
Senegal (2022) ·
Slovenië (2010) ·
Slowakije (2016) ·
Spanje (1982) ·
Spanje (2024) ·
Trinidad en Tobago (2006) ·
Tsjechië (2021) ·
Tsjecho-Slowakije (1982) ·
Tunesië (1998) ·
Tunesië (2018) ·
Uruguay (2014) ·
Verenigde Staten (2010) ·
Wales (2016) · 
West-Duitsland (1966) ·
West-Duitsland (1982) ·
West-Duitsland (1990) ·
Zweden (2002) ·
Zweden (2006) · 
Zweden (2012)